# Чочанг

Чочанг или щощанг (тайск. ชอ ช้าง, чанг — «слон») — чо (що), десятая буква тайского алфавита, в сингальском пали соответствует букве джаянна, в бирманском пали соответствует букве загвэ. В тайской грамматике относится к аксонтамкху (парная нижнего класса) и может быть только первого, третьего и четвёртого тона, как парная буква чочанг рассматривается в связке с буквой верхнего класса чочинг, которая, как бы дополняет «чо» и в свою очередь может быть второго и пятого тона. Как финаль относится к матре мекот.  На клавиатуре проецируется на клавишу знака + (плюс). В лаосском алфавите проецируется на букву сосанг.
Тонирование чочанг с проекцией на чочинг:
| Сиенг саман | Сиенг эк | Сиенг тхо | Сиенг три | Сиенг тьаттава |
| ช           |          | ช่ = ฉ้     | ช้ = ฉ๊     |                |

## Ваййакон (грамматика)
- ใช่ (чай) — утвердительная частица; гл.-связка быть.